# Stabringgeschütz

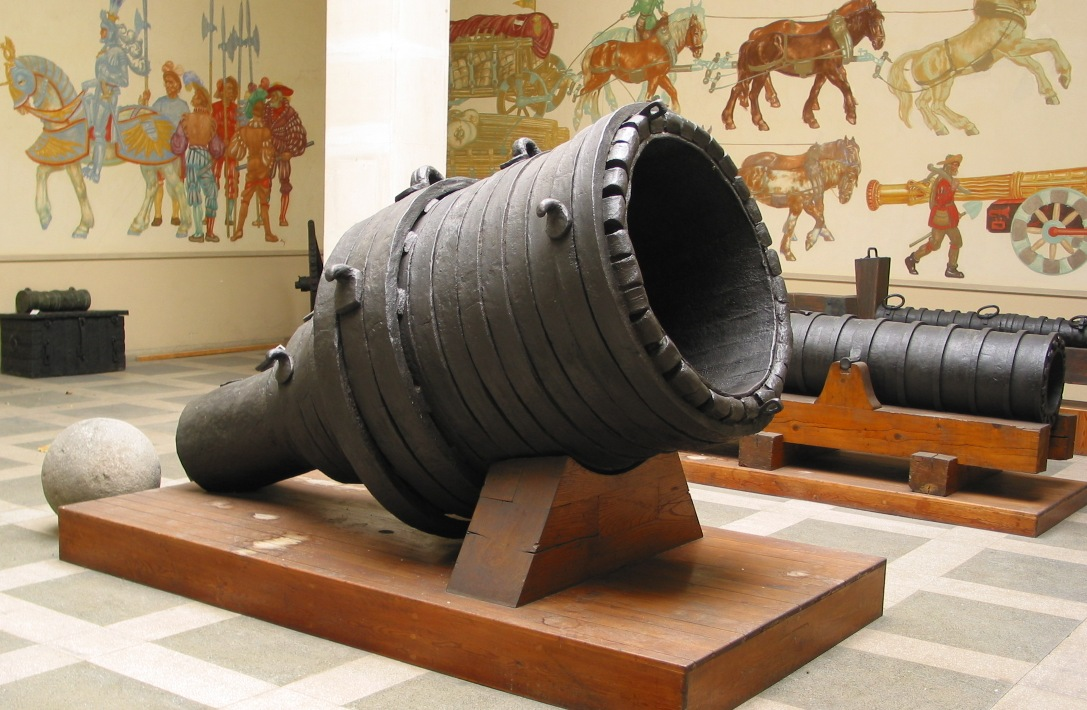
Mörser Pumhart von Steyr

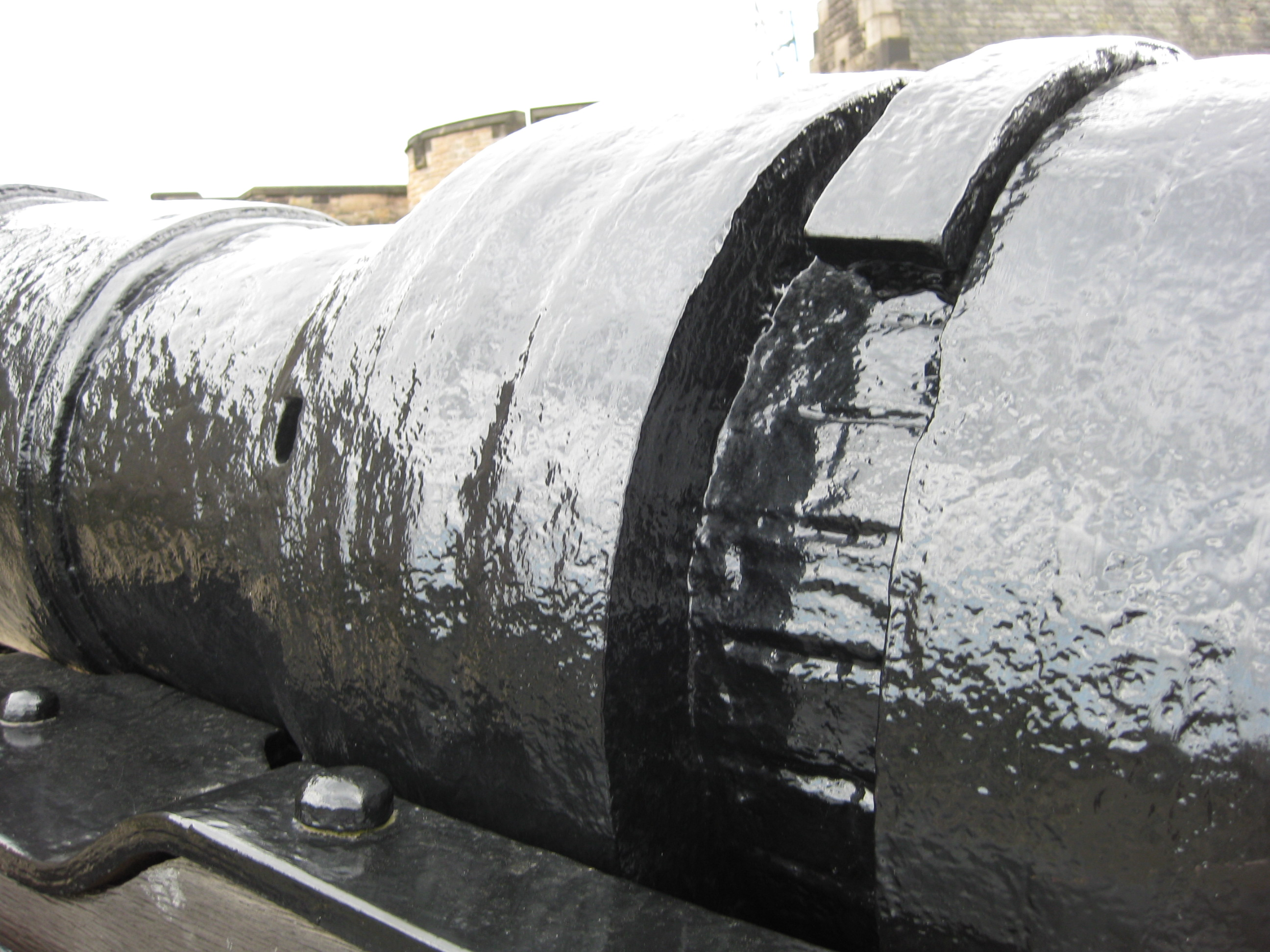
Geborstener Ring der Mons Meg. An der Stelle sind die Stäbe unter den Ringen erkennbar.

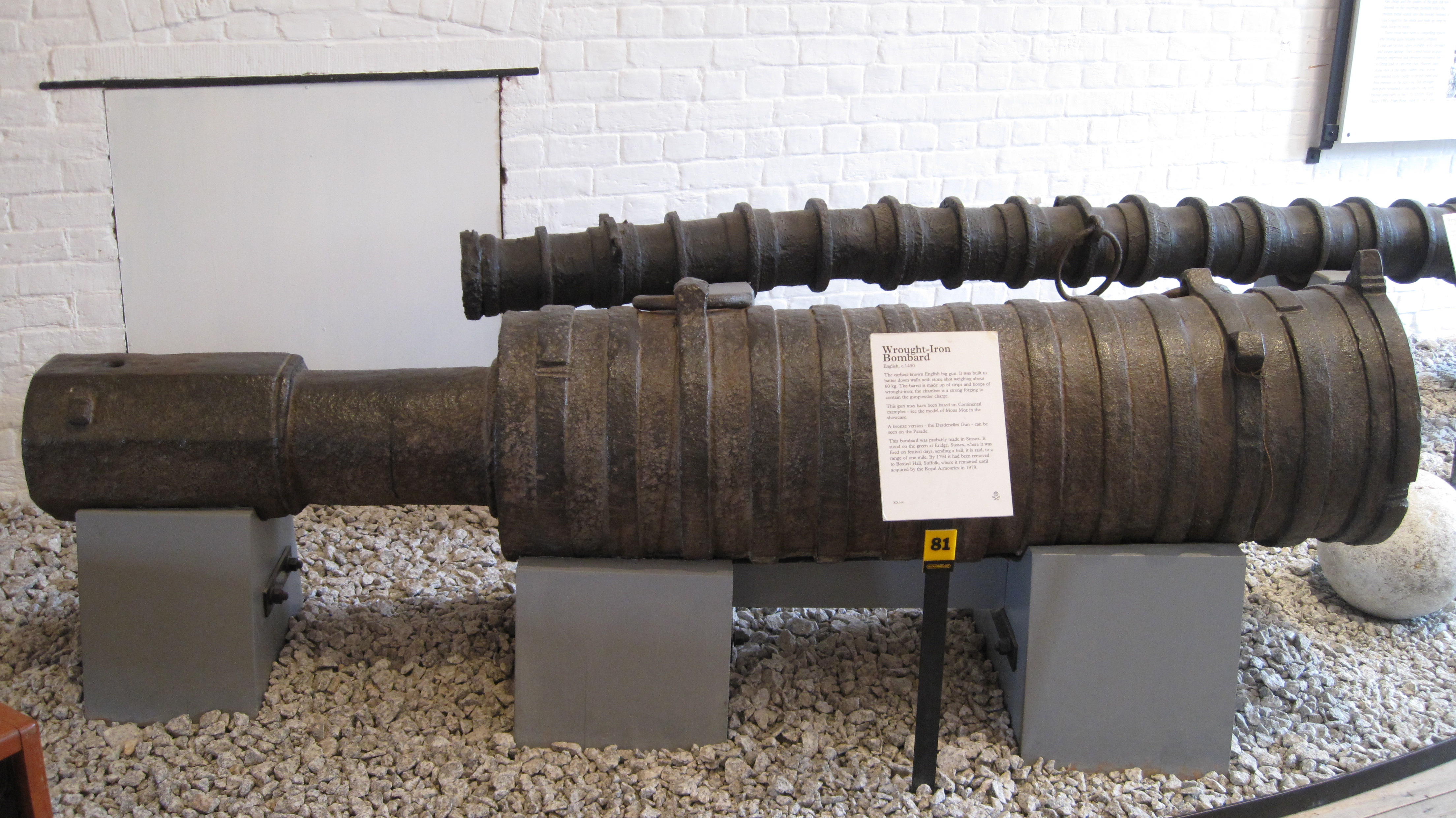
Boxted-Bombarde

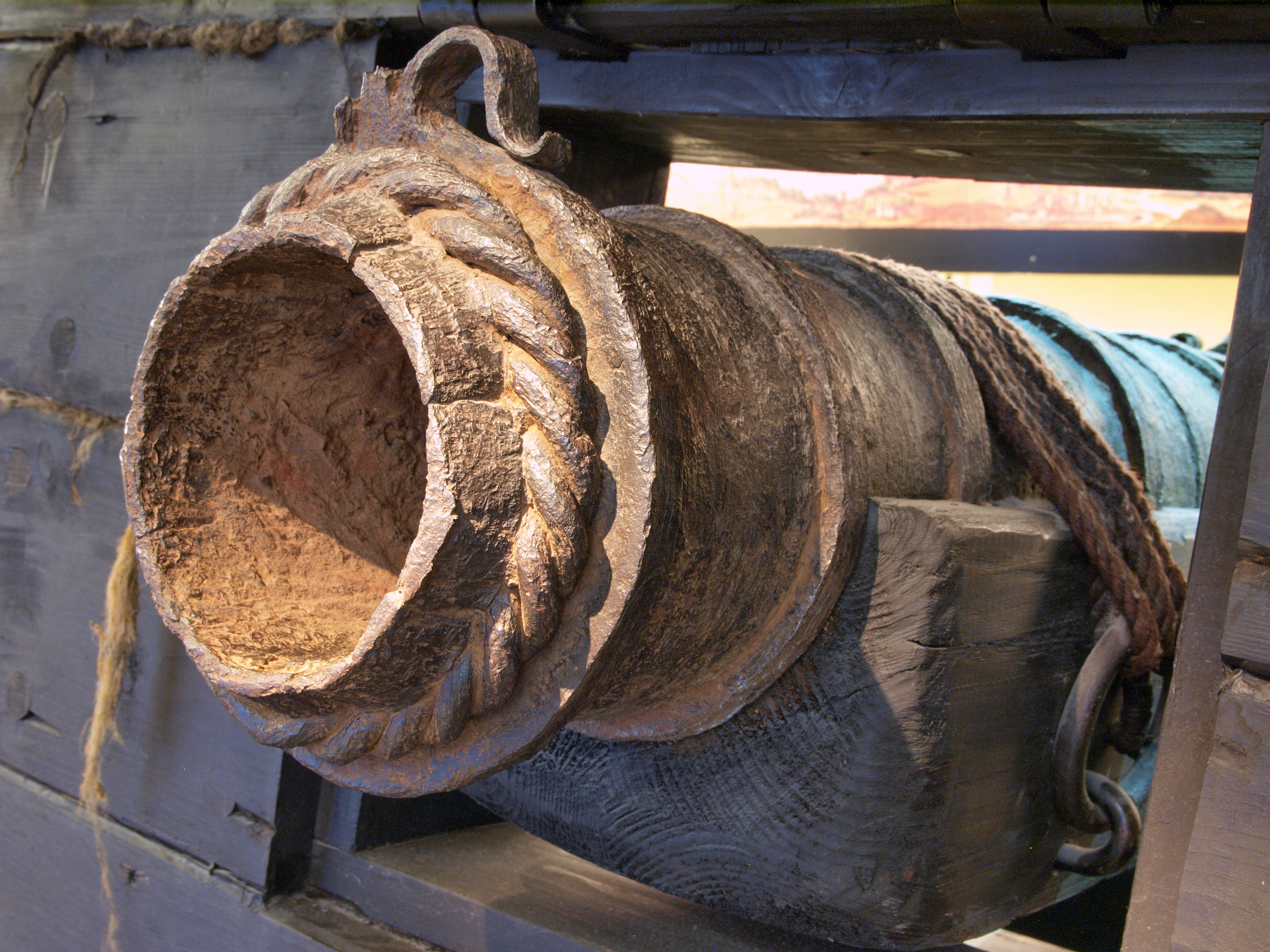
Stabringgeschütz aus dem frühen 17. Jh. mit Eisenbändern gebunden.

Das Stabringgeschütz ist eine mittelalterliche Bauweise eines Geschützes.
Kleinere Geschütze wurden bereits im 14. Jahrhundert aus Bronze gegossen oder aus einem Eisenstück geschmiedet. Jedoch war es mit den damaligen Schmiede- und Gussverfahren anfänglich noch nicht möglich, größere einteilige Eisengeschütze herzustellen, die den hohen Beanspruchungen durch große Pulverladungen standhielten. Daher wurden die Läufe großer Geschütze mehrteilig, aus jeweils relativ einfach herstellbaren Einzelkomponenten, aufgebaut. Die Geschütze bestehen aus rechteckigen oder trapezförmigen Eisenstäben, die um ein Holzmodell zu einem Rohr gelegt wurden. Anschließend wurden die glühenden eisernen Ringe aufgeschrumpft, die beim Erkalten die Eisenstäbe gegeneinander fixierten. Damit der Holzstamm nicht zu brennen anfing, beschichtete man ihn mit feuchtem Lehm oder kohlte ihn ringsum ab. An der Mündung wurden die Eisenstäbe häufig zum Ring geschmiedet und mit einem zusätzlichen übergezogenen Ring verstärkt. Abschließend wurde der Lauf des Geschützes innen überschmiedet und geglättet. Im 15. Jahrhundert wurden sowohl gegossene (z. B. Faule Mette) als auch geschmiedete Stabringgeschütze gefertigt, später verdrängten die gegossenen Geschütze die Stabringgeschütze vollständig.
Bekannte Stabringgeschütze sind: Pumhart von Steyr, Mons Meg, Boxted-Bombarde, Faule Magd und Dulle Griet.
Für moderne, mit Ringen verstärkte Geschützrohre siehe Ringkanone.